# Koncentracijski logor Auschwitz
Koncentracijski logor Auschwitz (njem. Konzentrationslager Auschwitz), skraćeno KL Auschwitz (njem. KZ Auschwitz) naziv je za najveći sustav nacističkih koncentracijskih logora, logora za istrebljenje i prisilnog rada pod upravom Trećeg Reicha na području okupirane Poljske, za vrijeme Drugog svjetskog rata i Holokausta. Nalazio se blizu grada Oświęcim‎a (njem. Auschwitz), 50 km zapadno od Krakova i 286 km od Varšave. U rujnu 1939. Oświęcim je pripojen Njemačkoj.
Kompleks se sastojao od tri glavna logora: Auschwitz I. koji je činio administrativni centar, Auschwitz II. (Birkenau), logor za istrebljivanje u kojem su bile plinske komore i krematorijske peći, Auschwitz III. (Monowitz) radni logor za konglomerat kemijskih tvrtki IG Farben; te 45 satelitskih logora. Logori su bili glavno mjesto »konačnog rješenja« i »židovskog pitanja«.
Zapovjednik logora  Rudolf Höß je na suđenju u Nürnberškom procesu svjedočio da je ubijeno 3 milijuna ljudi za vrijeme njegovog vođenja logora. Kasnije je smanjio tu brojku na oko 1,1 milijun. Godine 1990. dr. Franciszek Piper je procijenio da je bilo oko 1,1 milijun, od toga su oko 90% bili Židovi iz svih zemalja Europe.
Većina je ubijena u plinskim komorama Ciklonom B, drugi su bili ubijani izgladnjavanjem, prisilnim radom, manjkom higijene, pogubljenjima i medicinskim eksperimentima.

## Sažetak
Početkom 1940. nacistička Njemačka sagradila je nekoliko koncentracijskih logora i logora za istrebljivanje na području koje je bilo pod njihovom vlasti. Koncentracijski logor u Auschwitzu je imao veliku važnost u holokaustu počinjenom nad Židovima. 
Postojala su tri glavna logora:
- Auschwitz I., originalni dio logora i administrativni logor za cijeli logor. U njemu je ubijeno oko 70.000 ljudi, uglavnom poljskih i ruskih ratnih zarobljenika.
- Auschwitz II. (Birkenau), logor za istrebljivanje, gdje je ubijeno otprilike 960.000 Židova, 75.000 Poljaka i 19.000 Roma
- Auschwitz III., služio je kao logor za radnike.

Kao i svim njemačkim koncentracijskim logorima i ovim je upravljao SS pod zapovjedništvom Heinricha Himmlera. Od proljeća 1942., do jeseni 1944. godine, vlakovi su dovozili Židove iz cijele Europe, koja je bila pod nacističkom okupacijom, na smaknuće u plinskim komorama. Zapovjednici logora su bili: Rudolf Höß, do ljeta 1943., a kasnije Arthur Liebehenschel i Richard Baer. Höß je tijekom Nürnberškog procesa tvrdio kako je u logoru umrlo oko 3 milijuna ljudi (2,5 milijuna pogubljeno, a oko 500.000 preminulo od bolesti i gladi). On je obješen 1947. godine ispred ulaza u Auzchwitz I. Zapovjednice ženskog logora koji je od muškog bio odijeljen tračnicama bile su: Johanna Langefeld, Maria Mandel i Elisabeth Volkenrath.
Prema Harmonu i Drobnicku, procjene oko broja žrtava se kreću od 800.000 do 5 milijuna. Popis procjena u milijunima: 0,8-0,9; 1, 1-2,5; 1,1 1,1-1,5; 1,13; 1,2-2,5; 1,5-3,5; 1,6; 2, 2,3; 2,5; 2,5-4; 2,8-4; 3 (samo Poljaci), iznad 3, 3,5; 3,5-4,5; 4-5;

## Logor

### Auschwitz I.
Auschwitz I. je služio kao administrativni logor za cijeli logor. Osnovan je 20. svibnja 1940. na području stare poljske vojarane. 728 poljskih političkih zatvorenika iz Tarnowa bili su prvi stanovnici Auschwitza 14. lipnja te godine. Logor je prvo služio za ispitivanje pripadnika poljskog Pokreta otpora i ruske ratne zarobljenike. Od osnutka logor je imao između 13.000 i 16.000 zatvorenika, 1942. taj broj se popeo na 20.000. Ulaz u Auschwitz I je bio i sad je označen znakom "Arbeit macht frei" ("Rad oslobađa").
SS je odabirao neke zatvorenike, često njemačke kriminalce, kao zatvorenike s posebnim privilegijama (tzv. kapo) koji su pazili na druge zatvorenike. Zatvorenike su označavali raznim oznakama na odjeći. Svakim danom, osim nedjeljom koja je bila rezervirana za tuširanje i čišćenje, zatvorenici su radili u tvornicama oružja. Teški uvjeti rada, u kombinaciji sa slabom prehranom i higijenom dovodili su do velike smrtnosti zatvorenika.

### Birkenau ili Auschwitz II.
Nalazi se 3 km od Auschwitza I. i izgrađen je na mjestu malog poljskog sela Brzezinka (hrv. "Breza") kojeg su Nijemci uništili kako bi mogli proširiti logor
Gradnja Auschwitz II, ili Auschwitz-Birkenau, započela je na Brzezinki u listopadu 1941. godine.
Od tri logora uspostavljena u blizini Oswiecima, logor Auschwitz-Birkenau imao je najveće ukupno zatvoreničko stanovništvo. Bio je podijeljen na deset odjeljaka razdvojenih elektrificiranim ogradama od bodljikave žice. Poput Auschwitza I, patrolirali su ga SS stražari, uključujući - nakon 1942 - SS rukovoditelje pasa.
Logor je sadržavao odjeljke za žene; muškarci; obiteljski logor za Rome deportiran iz Njemačke, Austrije i protektorata Bohemije i Moravske; i obiteljski logor židovskih obitelji deportiranih iz geta Theresienstadt.

### Ostali projekti
|  | Zajednički poslužitelj ima još gradiva o temi Auschwitz |